# لويس ماريا دي لاريا ليغاريتا
لويس ماريا دي لاريا ليغاريتا (بالإسبانية: Luis María de Larrea y Legarreta)‏ (و. 1918 – 2009 م) هو أستاذ جامعي، وكاهن كاثوليكي إسباني، ولد في أوغاو-مايرابالس، توفي في بلباو، عن عمر يناهز 91 عاماً.

## مناصب
تولى منصب أسقف كاثوليكي (منذ 25 سبتمبر 1971)
- أسقف أبرشية [الإنجليزية]‏
- أسقف ليون، Roman Catholic Diocese of León in Spain [الإنجليزية]‏
- Roman Catholic Bishop of Bilbao ‏
- أسقف أبرشية [الإنجليزية]‏

.

## التعليم
تعلم في الجامعة البابوية في سلامنكا
.